# Plan de lutte contre les violences envers les jeunes enfants
 (décembre 2023).
Le plan de lutte contre les violences envers les jeunes enfants  pour la période 2023-2027 a été dévoilé par la Première ministre française Élisabeth Borne le 20 novembre 2023, à l'occasion de la Journée internationale des droits de l'enfant.
Succédant au plan initié en 2020, ce nouveau dispositif présente une vingtaine de mesures visant à renforcer l'action de l'État en faveur des enfants protégés et vulnérables, avec un accent particulier sur la lutte contre les violences infligées aux enfants.

## Contexte
Dans le contexte international, marqué par la violence à l'encontre des enfants, le gouvernement sous l'impulsion de la Première ministre, s'engage dans un nouveau plan de lutte contre les violences envers les jeunes enfants pour la période 2023-2027,. Cette initiative intervient en réponse à la nécessité de renforcer l'action de l'État en faveur des enfants protégés et vulnérables, témoignant ainsi d'une volonté politique de mettre en place des mesures concrètes pour prévenir et combattre les violences infligées aux enfants,,.
La première ministre préside le comité interministériel consacré à l'enfance (CIE), soulignant ainsi l'importance accordée à une approche transversale dans l'élaboration de cette politique. Ce comité, mis en place en novembre 2022, vise à construire une vision complète de la politique de l'enfance en réunissant onze membres du gouvernement, dont la secrétaire d'État chargée de l'enfance, Charlotte Caubel. 
En amont de cette annonce, la Première ministre effectue des visites à Nanterre et Issy-les-Moulineaux pour se familiariser avec les structures chargées de la coordination opérationnelle des services de police et de gendarmerie, ainsi que pour rencontrer des associations œuvrant en faveur des victimes. Ces déplacements mettent en lumière l'engagement du gouvernement à comprendre les réalités de terrain et à prendre des mesures adaptées.
L'organisation de ce CIE intervient après la publication d'un rapport très attendu de la Commission indépendante sur l’inceste et les violences sexuelles faites aux enfants (Ciivise). Charlotte Caubel assure que la Commission continuera d'exister avec une « nouvelle feuille de route », tandis que des inquiétudes persistent au sein des associations quant à la pérennité de cet organisme.

## Mesures importantes du projet de lutte contre les violences envers les enfants

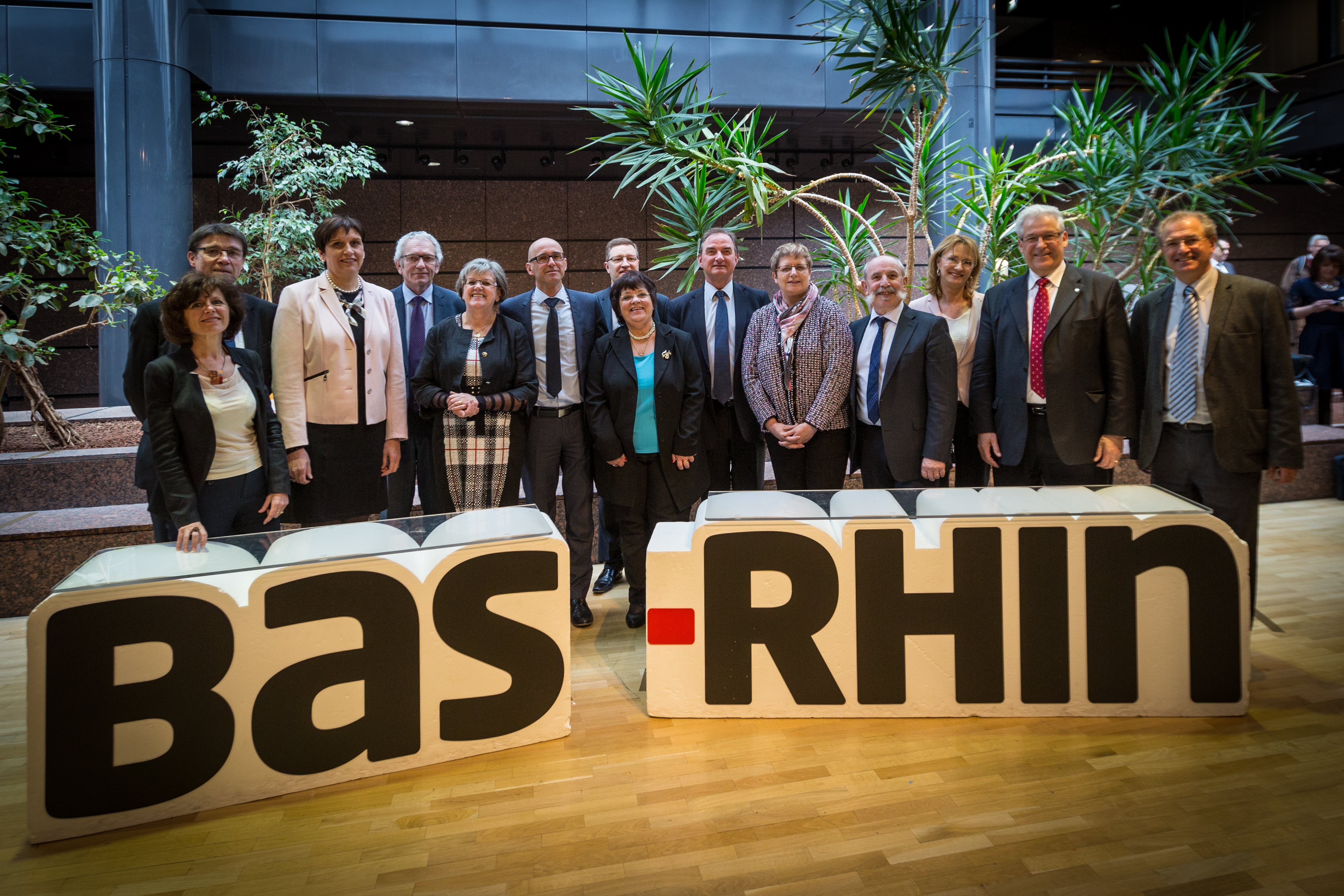
Importance des Conseillers Départementaux symboles de cette lutte contre les violences envers les enfants.

### Coordonner les actions des services publics
La réforme initiée par Élisabeth Borne contre les violences envers les jeunes enfants pour la période 2023-2027 s'articule autour de plusieurs objectifs clés visant à renforcer la protection et le bien-être des enfants vulnérables en France. Tout d'abord, le plan vise à intensifier la lutte contre les violences envers les enfants en révisant à la hausse le nombre d'enquêteurs au sein de l'Office central pour les mineurs (OFMIN).
Le plan présente une vingtaine de mesures,, :
- les effectifs de l'« Office mineurs » (Ofmin)[a] passent de 37 à 85 enquêteurs d'ici deux ans ;
- de nouveaux postes vont être créés au sein des dispositifs de recueil de la parole de l'enfant, tel que le numéro 119, et pour la cellule Signal Sport, qui opère contre les violences dans ce secteur ;
- la création de dix « délégués départementaux à la protection de l'enfance » placés auprès des préfets, ce qui montre une volonté de renforcer la coopération entre le gouvernement et les conseils départementaux[J 14],[J 12] ;
- la création d'une unité d'accueil pédiatrique par ressort de tribunal, un plan de formation interministériel et une campagne de communication annuelle. En 2024, elle portera sur les violences faites aux enfants dans le sport.

### Agir en faveur des enfants vulnérables
Le deuxième thème porte sur l'action de l'État en faveur des enfants protégés et vulnérables :
- dispositif « Scolarité protégée » porté par le ministre de l'Éducation nationale ;
- « feuille de route entre les acteurs de l'école et ceux de la protection de l'enfance » qui inclut notamment la nomination de référents et la systématisation d'entretiens pédagogiques à 15 et 17 ans pour les enfants concernés.

En 2022, environ 570 000 jeunes dont 14 000 majeurs de 18 à 21 ans sont « bénéficiaires » de l'aide sociale à l'enfance, alors qu’on les évaluait à 450 000 dans les années 1985.
Une autre orientation majeure de la réforme concerne le renforcement des mécanismes de prévention. Les plateformes des numéros d'appel et d'écoute, éléments cruciaux dans la détection précoce des situations de danger, bénéficient d'une attention particulière et de moyens accrus : cette mesure vise à garantir une réponse rapide et adaptée aux besoins des enfants en situation de détresse.
Élisabeth Borne annonce le « pack autonomie jeune majeur » destiné aux jeunes sortant de l'ASE à 18 ans, comprenant un « coup de pouce financier » automatique de 1 500 euros versé à la majorité.
Un aspect crucial de la réforme réside dans les engagements renouvelés en matière de santé et de scolarité pour les enfants faisant l'objet d'une mesure de protection au titre de l' aide sociale à l'enfance. Cette démarche reflète la volonté d'Élisabeth Borne de concrétiser des actions concrètes pour améliorer la qualité de vie de ces enfants vulnérables.

## Réactions
Le plan gouvernemental annoncé par Élisabeth Borne suscite des réactions mitigées de la part d'associations et de personnalités politiques. Bien que le plan comporte des mesures telles que l'augmentation du nombre d'enquêteurs spécialisés et l'instauration d'un « coup de pouce » financier de 1 500 euros à l'âge de 18 ans pour les jeunes sortants de l'aide sociale à l'enfance, plusieurs associations expriment leur déception.

### Réactions associatives pour la protection des droits en faveur des enfants
La Première ministre souligne la nécessité d'agir partout où des améliorations sont possibles, mais certaines voix critiquent le plan en appelant à un engagement plus fort. La secrétaire d'État chargée de l'enfance, Charlotte Caubel, insiste sur la nécessité de briser la reproduction des violences en donnant un « coup de pouce ». Cependant, des associations telles que La Voix de l'enfant expriment une « forme de déception », soulignant le manque de nouveauté dans les annonces.
Le plan, qui comprend une vingtaine de mesures, suscite des réserves quant à son impact réel. L'augmentation des effectifs de l'Office mineurs (Ofmin) est saluée, mais certaines critiques évoquent un « empilement de mesurettes sans réel financement ». Des associations, dont le « Collectif enfantiste », soulignent que les enfants ont besoin d'un « plan d'urgence » plutôt que d'un « plan de communication »,.

### Réactions politiques
L'annonce d'un « coup de pouce financier » de 1 500 euros pour les jeunes sortants de l'ASE a été critiquée, certains la considérant comme un remplacement du pécule des enfants placés. L'ex-ministre de la Famille Laurence Rossignol a qualifié cette mesure d'« inacceptable ».
Ainsi, les réactions politiques et associatives mettent en lumière des attentes non entièrement comblées et soulignent la nécessité d'une approche plus globale et concrète pour répondre aux enjeux complexes liés aux violences envers les enfants,.